# Laughing Gas
Laughing Gas és una pel·lícula de la Keystone dirigida i protagonitzada per Charles Chaplin. La pel·lícula, d’una bobina, es va estrenar el 9 de juliol de 1914.

## Argument
Charlie és l'ajudant d'un dentista molt atrafegat. Un dels pacients cau desmaiat per l’anestèsia d'òxid nítric. Després de la intervenció, el dentista no aconsegueix despertar-lo i recorre a l'ajudant, que reanima el pacient amb un cop al cap. Ja despert, el pacient, per efecte de l'anestèsic, esclata en rialles, i Charlot el deixa fora de combat amb un altre cop al cap.
El dentista mana l'ajudant a buscar una medicina per l’home que ha quedat fora de combat i a la cua de la farmàcia, colpeja sense voler amb el bastó un altre client i es discuteixen. En sortir, es tornen a barallar i Charli després de donar-li una cop de peu a la panxa fuig. Durant la fugida s'entrebanca i treu la faldilla sense voler a la dona del dentista, que passava per allà. Després, Charlie llença diferents rajols al seu contendent i acaba fent que aquest i un home alt que passava per allà perdin dents del cop. Mentrestant la dona del dentista arriba a casa i la minyona truca al marit per avisar-lo que la seva esposa ha tingut un accident per lo que marxa corrents cap a casa.
Charlie, ja de tornada, ocupa el lloc del dentista. Fa entrar la pacient més bonica, se li asseu a sobre, li pren el nas amb les pinces i la besa a la boca. En aquell moment arriben els dos homes accidentats, el dentista i la seva dona. Charlie arranca un altre queixal a l’home alt i aleshores el venedor de diaris el reconeix. Es produeix una gran baralla final.

## Repartiment
- Charles Chaplin (ajudant del dentista)
- Fritz Schade (Dr. Pain, el dentista)
- Alice Howell (l’esposa del dentista)
- Slim Summerville (home alt)
- Mack Swain (a la cua de la farmàcia)
- Peggy Page (pacient bonica)[3]
- Josef Swickard (pacient)
- Fred Fishback (pacient barbut)